# 핏불테리아
"핏불테리아"는 한국에서 제작된 고명안 감독의 2012년 액션 영화이다. 염우상 등이 주연으로 출연하였다.

## 출연

### 주연
- 염우상
- 이태훈

### 조연
- 박재훈

## 기타
- 프로듀서: 안경민